# Geraldine McEwan
Geraldine McEwan ou Geraldine McKeown (Old Windsor, Berkshire, 9 de maio de 1932 - Hammersmith, Londres, 30 de janeiro de 2015) foi uma atriz britânica, vencedora de um prémio BAFTA, com uma trajetória diversa e de grande êxito no teatro, cinema e televisão.

## Biografia
Geraldine McEwan estreou aos 14 anos no Royal Theatre em Windsor. Fez numerosos papéis de Shakespeare no Stratford Memorial Theatre. Estreou na TV em There was a young lady em 1953. Teve atuação memorável em The Rivals, The way of the World e The Chair.
Em 1985 interpretou o papel de Lucia para a série britânica Mapp&Lucia, baseada nas novelas de E.F. Benson, muito populares no Reino Unido. Em 1991 venceu o Best Actress Award pela interpretação de mãe em Oranges Are Not the Only Fruit.
Hugh Cruttwell, o seu marido, foi diretor da Royal Academy of Dramatic Art de Londres, tendo falecido em 2002.
Em 2003, tornou-se célebre pelo papel de Irmã Bridget em The Magdalene Sisters de Peter Mullan. O filme venceu o Leão de Ouro de Veneza. Ainda em 2003, Geraldine McEwan teve um papel em Vanity Fair.
De 2004 a 2009, interpretou Miss Marple, famosa detetive criada por Agatha Christie, na série Miss Marple da ITV.
Morreu em Londres, na sequência de um AVC.